# Andrej Hardsejeu
Andrej Hardsejeu (belarussisch Андрэй Гардзееў, auch bekannt unter der russischen Namensform Андрей Гордеев, Andrei Gordejew bzw. Andrey Gordeyev; * 7. August 1973) ist ein belarussischer Marathonläufer. 
Er ist in Deutschland vor allem bekannt durch seine zwei Siege beim Hannover-Marathon: 2001 in 2:11:44 (aktuell gültiger Streckenrekord) und 2002 in 2:11:54 (wobei eine Fehlleitung auf der Strecke eine noch bessere Zeit verhinderte). Außerdem siegte er 2000 beim San-Diego-Marathon und 2005 bei Marathonläufen in Detroit und Richmond (Virginia). 2008 siegte er beim Krakau-Marathon, 2009 gewann er beim Halbmarathon-Wettbewerb des St.-Wendel-Marathons und wurde Fünfter beim Düsseldorf-Marathon.
Mit fünf Zeiten unter 2:13 ist er nach Uladsimir Kotau der erfolgreichste belarussische Marathonläufer.